# دومينيك أوغستين هال
دومينيك أوغستين هال (بالإنجليزية: Dominic Augustin Hall)‏ هو محامي وقاضي أمريكي، ولد في 1765، وتوفي في 19 ديسمبر 1820 في نيو أورلينز في الولايات المتحدة.